# Karpy (equipo ciclista)
El equipo Karpy fue un equipo ciclista de Amurrio, español que compitió entre 1967 y 1972. El equipo estaba esponsorizado por Destilerías Acha para promocionar su Licor Karpy y llevaban un maillot blanco. Fue dirigido durante seis temporadas por Julio San Emeterio. EL conjunto desapareció a finales de la temporada 1972.

## Principales resultados
- Subida a Arrate: Domingo Fernández (1969), Gonzalo Aja (1972)
- Vuelta en Cantabria: Gonzalo Aja (1971)
- Vuelta en Asturias: Eduard Castelló (1971)

### En las grandes vueltas
- Vuelta a España
  - 6 participaciones (1967, 1968, 1969, 1970, 1971, 1972)
  - 4 victorias de etapa:
    - 2 el 1968: Manuel Martín (2)
    - 1 el 1969: Manuel Martín
    - 1 el 1970: Julián Cuevas

  - 0 clasificación final:
  - 0 clasificaciones secundarias:

- Tour de Francia
  - 0 participaciones

- Giro de Italia
  - 0 participaciones